# Kopań (Bieruń)
Kopań – część Bierunia.
W Kopaniu występuje wyłącznie zabudowa domów jednorodzinnych. Przez dzielnicę przepływa potok Młynówka.